# Gaojiayan (köpinghuvudort i Kina, Hubei Sheng, lat 30,61, long 111,06)
Gaojiayan är en köpinghuvudort i Kina. Den ligger i provinsen Hubei, i den centrala delen av landet, omkring 310 kilometer väster om provinshuvudstaden Wuhan. Antalet invånare är 20 590. Befolkningen består av 9 683 kvinnor och 10 907 män. Barn under 15 år utgör 12,0 %, vuxna 15-64 år 75 %, och äldre över 65 år 12,0 %.
Runt Gaojiayan är det ganska tätbefolkat, med 116 invånare per kvadratkilometer. Närmaste större samhälle är Longzhouping, 16,1 km sydost om Gaojiayan. I omgivningarna runt Gaojiayan växer i huvudsak blandskog.
Genomsnittlig årsnederbörd är 1 331 millimeter. Den regnigaste månaden är maj, med i genomsnitt 206 mm nederbörd, och den torraste är december, med 14 mm nederbörd.